# Tiburce de Mare
Tiburce de Mare (1840-1900) est un artiste peintre, graveur et illustrateur français.

## Biographie
Tiburce Adolphe de Mare est né le 14 avril 1840 à Paris de Johannes de Mare (1806-1889) et de Marie Antoinette Louise Élisabeth de Milhau (1811-1879). Il étudie l'art de peindre et la gravure auprès de son père, artiste originaire d'Amsterdam, puis de Claude-Ferdinand Gaillard, avec lequel il était ami. 
Il épouse à Saint-Cloud le 9 septembre 1867 l'une des filles du peintre américain George Peter Alexander Healy, Agnès Louisa Healy, née à Londres en 1842. Le couple eut au moins six enfants. Parmi les témoins à leur mariage figure Thomas Couture, proche du marié. Sa belle sœur est la romancière Mary Healy dite Jeanne Mairet, qui avait épousé le critique Charles Bigot,.
Issu d'un milieu aisé et artiste, résidant d'abord avenue de l'Impératice chez ses parents, Tiburce effectue un séjour à Rome à la fin des années 1860. Il présente ses premiers travaux au Salon de Paris en 1870 ; il s'agit d'une peinture représentant une Calabraise dansant. Tiburce de Mare expose ensuite ses travaux au Salon régulièrement, de 1872 à 1898. À compter de 1878, il délaisse la peinture au profit de différentes techniques de gravure, dont le burin. Plusieurs fois récompensé, il devient membre de la Société des artistes français.

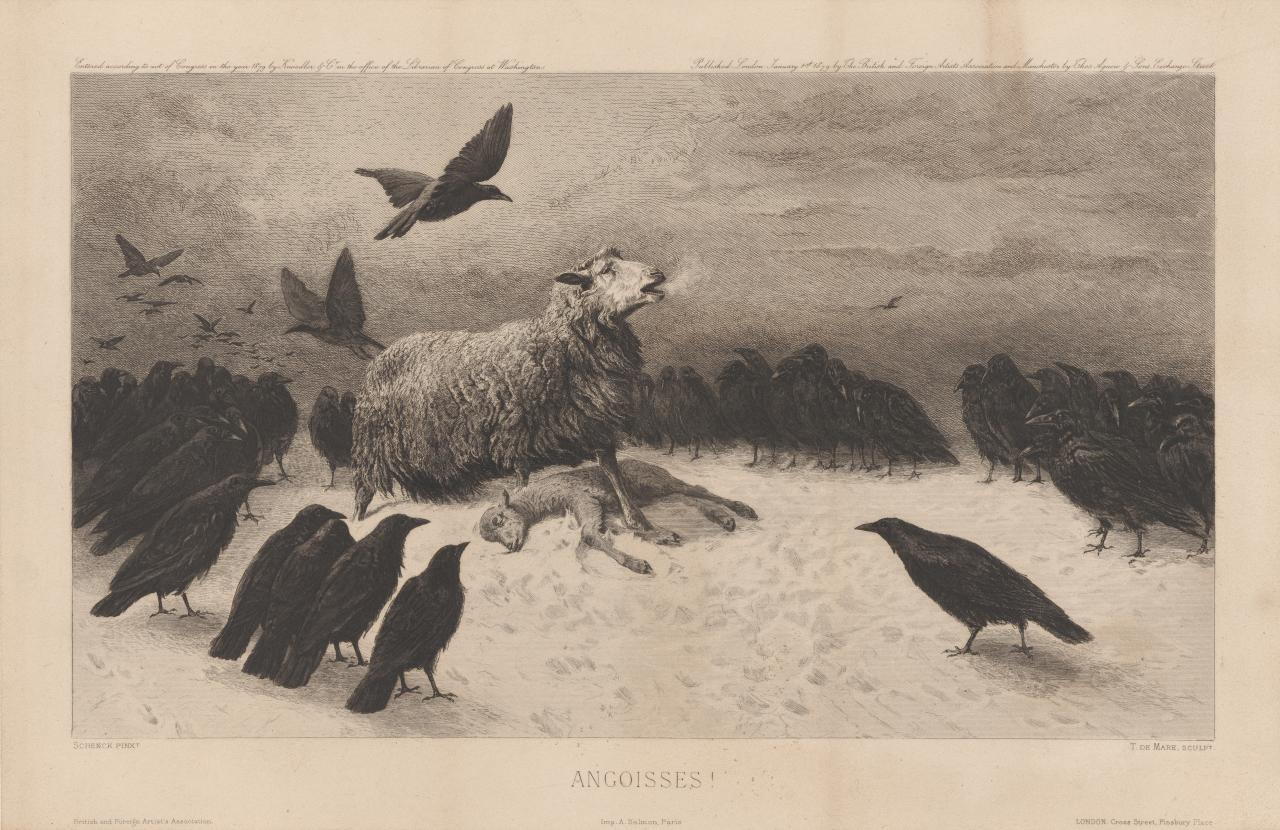
Angoisses (1879), burin d'après Schenck.

Ayant été un temps employé comme « secrétaire des musées français » auprès d'Émilien de Nieuwerkerke, il reste surtout un graveur d'interprétation et de portraits, exécutant des copies de nombreux maîtres anciens ; on lui connaît aussi des collaborations à des ouvrages illustrés de haute bibliophilie, par exemple pour des éditeurs parisiens comme Léon Conquet et P. Rouquette. Il fut un collaborateur assidu de la Gazette des beaux-arts.

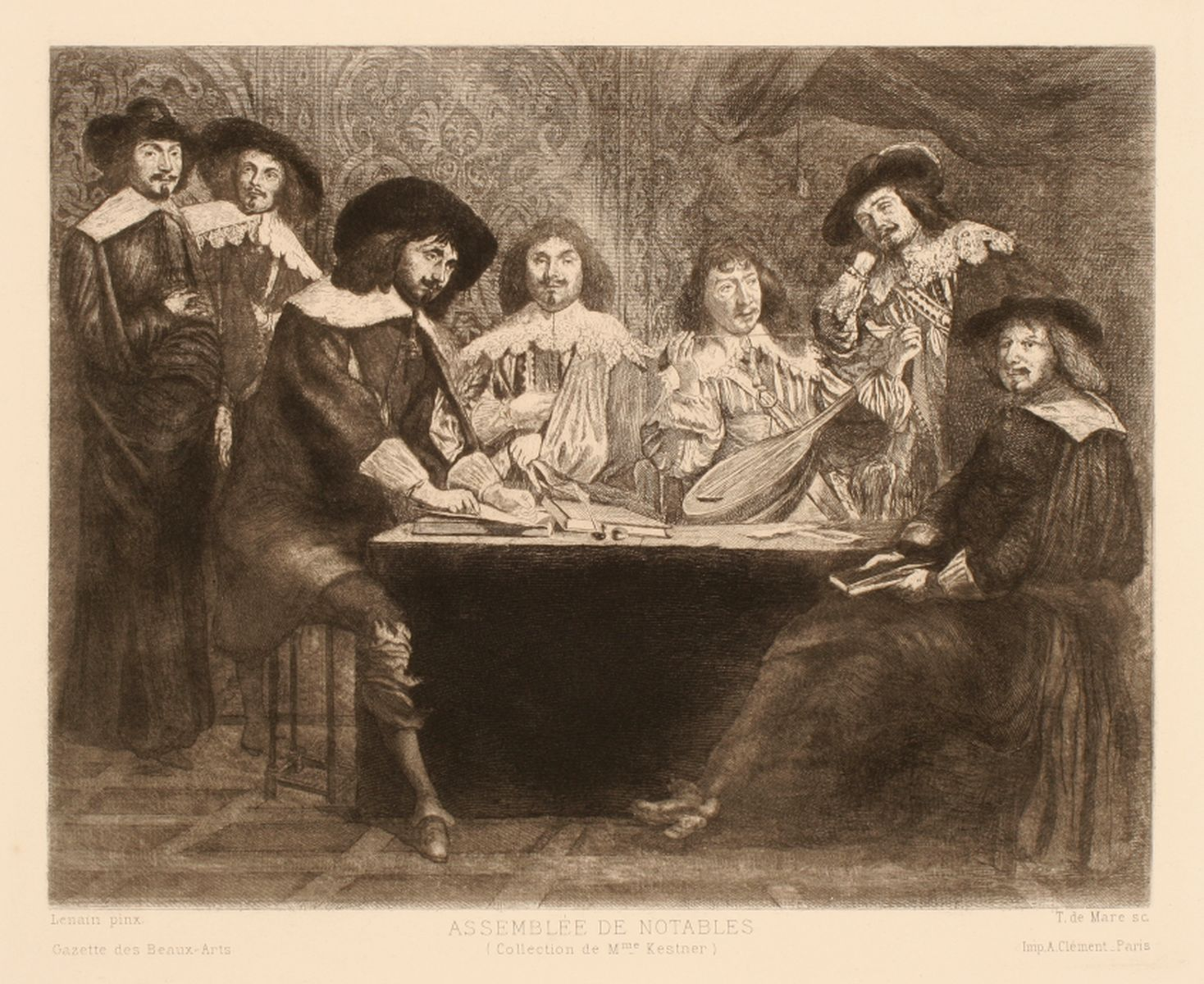
L'Académie, Tiburce de Mare, d'après les frères Le Nain, gravure publiée dans La Gazette des Beaux-Arts, conservée au Musée des Beaux-Arts de Nancy

Retiré à la campagne, Tiburce de Mare meurt le 5 novembre 1900 à Boissy-Saint-Léger ; comme témoin du décès se trouvait l'écrivain Marie-Ange-Ferdinand Langlois-Langlé (?-1908), son cousin,.
Devenue veuve, Agnès Louisa Healy meurt à Denver en 1915.

## Conservation
- Ferdinand Gaillard, [portrait], eau-forte, 1887[15].
- Portrait d'Elisabeth d'Autriche, reine de France, burin d'après François Clouet, 1888[16].
- Apollon et Marsyas, estampe d'après Raphaël, s.d[17].
- Portrait d'Edmond About, écrivain, estampe, s.d., musée du château de Compiègne[18].
- L’Hiver ou Les Patineurs, estampe d'après Nicolas Lancret, s.d., Ateliers de Saint-Denis[19].
- L'Académie, estampe en taille-douce d'après Le Nain, pour la Gazette des beaux-arts[20].